# Elegant rödrock
Elegant rödrock (Ampedus elegantulus) är en skalbaggsart som först beskrevs av Carl Johan Schönherr 1817.  Elegant rödrock ingår i släktet Ampedus, och familjen knäppare. Enligt den svenska rödlistan är arten nationellt utdöd i Sverige. . Arten har tidigare förekommit i Götaland men är numera lokalt utdöd. Artens livsmiljö är skogslandskap, jordbrukslandskap.